# Пампасный тинаму
Пампасный тинаму, или степной тинаму (лат. Nothoprocta cinerascens) — вид птиц семейства тинаму (Tinamidae).
Птица достигает в длину 31,5 см, вес — 0,54 кг. Окраска оперения сверху от серого до оливково-коричневого цвета с чёрными пятнами и с прожилками белого цвета. Верх головы чёрный, бока головы и горло белые, низ горла чёрный, грудь серая с белыми пятнами, брюхо беловатое. Ноги тёмно-серые. Самка крупнее и темнее.
Вид распространён на юго-востоке Боливии, в северо-западном Парагвае и северных районах Аргентины. Встречается в высокогорных лугах на высоте до 2000 метров над уровнем моря. Может населять сухие степи, пастбища и сельскохозяйственные угодья. Питается насекомыми и мелкими животными, а также плодами.
Самцы привлекают 3—4 самки и контролируют кладку яиц в гнезде, как правило, скрытом в траве. Самки отправляются на поиски других самцов, а самец насиживает яйца и охраняет птенцов.

## Классификация
Международный союз орнитологов выделяет два подвида:
- Nothprocta cinerascens cinerascens распространён на юго-востоке Боливии, в северо-западном Парагвае, Аргентине.
- Nothoprocta cinerascens parvimaculata распространён на северо-западе Аргентины.